# لوني نابير
لوني نابير (بالإنجليزية: Lonnie Napier)‏ هو سياسي أمريكي، ولد في 24 مايو 1940.